# Naurui nádiposzáta
A naurui nádiposzáta (Acrocephalus rehsei) a verébalakúak (Passeriformes) rendjébe, ezen belül a nádiposzátafélék (Acrocephalidae) családjába és az Acrocephalus nembe tartozó faj. Korábban a már kihalt fülemüle nádiposzáta (Acrocephalus luscinia) alfajának tekinteték. 15 centiméter hosszú. A Mikronéziához tartozó Nauru-szigeten él. Rovarokkal táplálkozik. Valószínűleg egész évben költ. A szigetre behurcolt ragadozók valamint a foszfátbányászat okozta élettércsökkenés miatt sebezhető.

## Fordítás
- Ez a szócikk részben vagy egészben  a   Nauru reed warbler című angol Wikipédia-szócikk fordításán alapul.  Az eredeti cikk szerkesztőit annak laptörténete sorolja fel. Ez a jelzés csupán a megfogalmazás eredetét és a szerzői jogokat jelzi, nem szolgál a cikkben szereplő információk forrásmegjelöléseként.